# Viljakkala
Viljakkala là một đô thị của Phần Lan.
Viljakkala nằm ở tỉnh của Tây Phần Lan trong vùng vùng Pirkanmaa. Đô thị này có dân số 2.043 (2003) và diện tích 224,70 km² trong đó có 24,61 km² diện tích mặt nước. Mật độ dân số là 10,2 người trên mỗi km². Viljakkala đã được hợp nhất với Ylöjärvi vào ngày 1 tháng 1 năm 2007.
Dân cư đô thị này chỉ sử dụng tiếng Phần Lan.